# Michel Morière
Michel Morière, né le 27 janvier 1760 à Saint-Ouën-des-Toits et mort dans la même commune le 15 novembre 1837, était un chef chouan de la Mayenne (paroisse de Saint-Ouën-des-Toits) durant la Révolution française.

## Biographie
Il est fils de Michel Morière, maçon, et Françoise Marchais, et époux de Jeanne Trochon,
Il était en août 1793 à la tête d'une cinquantaine de Chouans, parmi lesquels les deux Peignon, les deux Chesnay, père et fils, Moulin, René Chevalier, les deux Frères Pinçon, Bresil et Bouvet, du Bourgneuf, Bazilier, de Loiron, Trennot, du Genest. 
Il participe à la virée de Galerne, blessé à Granville en novembre 1793 ; envoyé par Jean Chouan au rassemblement de la Saudraie (juillet 1794). Il eut à la suite de l'attaque de Saint-Ouen une querelle avec Jambe d'Argent qui faillit dégénérer en un duel à mort. Après la mort de Jean Chouan, Morière disputa le commandement à Julien Delière, qui avait été désigné par le mourant pour lui succéder. Il y eut enfin entente et partage de l'autorité. 
En 1796, Morière passa sous les ordres du chevalier de Chalus, à qui Joseph de Puisaye avait remis le commandement de la lisière du Maine et de la Bretagne. Blessé le 12 mai 1796 à La Baconnière. 
Chouan à nouveau en 1799, sert comme capitaine dans la 8e légion de l'armée du Maine. Ayant survécu aux 3 guerres de la chouannerie, il se retire à Saint-Ouën-des-Toits où il est maçon puis laboureur. Il a fourni des renseignements à Jacques Duchemin des Cépeaux.

## Sources et bibliographie
- « Michel Morière », dans Alphonse-Victor Angot et Ferdinand Gaugain, Dictionnaire historique, topographique et biographique de la Mayenne, Laval, A. Goupil, 1900-1910 [détail des éditions] (BNF 34106789, présentation en ligne), t. III, p. 123 ; t. IV, p. 662.